# Saint-Cernin, Lot
Saint-Cernin là một xã thuộc tỉnh Lot tây nam Pháp. Xã có diện tích 16,28 km², dân số theo điều tra năm 1999 là 198 người. Khu vực này có độ cao trung bình 380 mét trên mực nước biển.